# Milton Wolff
Milton (Milt) Wolff (New York, 7 oktober 1915 – Berkeley, 14 januari 2008) was een Amerikaanse veteraan van de Spaanse Burgeroorlog, de laatste commandant van het Lincoln Bataljon van de XV Internationale Brigade, en een prominente sociaal activist. Toen hij de leeftijd van 21 bereikte wist hij hoe een machinegeweer te gebruiken. Tegen de tijd dat hij 22 jaar was was hij de negende commandant van de Lincoln Brigade. Vier van zijn voorgangers waren vermoord, vier gewond. Geen enkele overleefde.

## Jeugd
Wolff werd geboren in een Joodse immigrantenfamilie in de arbeidersklasse in Brooklyn. Zijn ouders kwamen oorspronkelijk uit Litouwen en Hongarije. Hij stopte met de middelbare school voor hij zijn diploma behaalde en werd lid van het Civilian Conservation Corps. Dit was een programma voor werkloze jongeren. Later was hij ook aanwezig bij de Grote Depressie als lid van dit Corps. Hij werd echter uitgesloten nadat hij commentaar gaf op de slechte behandeling van een gezonde vriend.
Hij vond een baan in het district Garment en werd lid van de Young Communist League. Toen een leider van deze organisatie vrijwilligers zocht om naar Spanje te gaan, stelde Wolff zich kandidaat. Hij beschouwde zichzelf als een pacifist en wilde medische bijstand verlenen aan het front. Toen het bataljon in juli 1937 in Brunete in actie kwam, begon hij echter mee te vechten.

## Spaanse Burgeroorlog
In het begin van 1937 was Wolff op weg om met de Internationale Brigades in Spanje mee te doen aan de Spaanse Burgeroorlog. Het doel was om in maart Albacete te bereiken. Als pacifist, een geloof dat gebruikelijk was in de jaren dertig, wilde hij oorspronkelijk een "medic" zijn. Na zware verliezen van de Internationale Brigades in de Slag bij Jarama werd hij soldaat.
In feite waren de Amerikaanse vrijwilligers geen echte leden van de Lincoln Brigade, ook al was dat een term die vaak gebruikt werd tussen veteranen. Sommigen, zoals Wolff, werden lid van het Washingtonbataljon, anderen van de Lincolnbrigade. Deze bataljons en twee andere uit andere landen vormden samen de 15de Internationale Brigade. Nadat het Washingtonbataljon zware verliezen had moeten incasseren, werd het samengevoegd met het Lincoldbataljon. Meer dan 900 van de 3000 Amerikaanse vrijwilligers van deze bataljons kwamen om.
In maart 1938, na een jaar te hebben gevochten in Brunete, Belchite en Teruel, werd Wolff commandant en leidde een aanslag ertoe dat verschillende belangrijke officieren kwamen te overlijden, onder wie David Doran en Robert Hale Merriman. Hij leidde het Lincoln-Washington-bataljon tijdens de Slag om de Ebro en verliet Spanje in november 1938, toen de Internationale Brigades gedemobiliseerd werden. Als een echte kapitein zorgde hij ervoor dat de rest van de soldaten voorbij de vijandelijke linies raakten en de Ebro konden overzwemmen. De Amerikanen verlieten uiteindelijk Spanje. Madrid viel in maart 1939 waarna de oorlog over was.
Toen Wolff in Spanje was, raakte hij bevriend met Ernest Hemingway, die hem zijn eerste glas whisky bezorgde. Hemingway verbleef in Spanje als journalist en schreef ook fictieve verhalen over het conflict. Toen later op een pamflet beelden van de strijd werden onthuld, noemde Hemingway Wolff "een zo goed en dapper soldaat als iemand die lid was van de bataljons van Gettysburg".

## Tweede Wereldoorlog
In 1940 werkte Wolff als vrijwilliger voor de Britse Special Operations Executive en regelde wapens voor de Europese verzetsorganisaties. Toen de Verenigde Staten zich officieel in de Tweede Wereldoorlog mengden, werd Wolff vrijwilliger voor de infanterie. Wolff denkt zelf dat hij werd afgewezen voor de strijdplicht vanwege zijn linkse politiek. Later vocht hij wel nog met succes tegen het subversieve label dat geplakt werd op Lincolnveteranen. Hij zorgde er persoonlijk voor dat er twintig ambulances geleverd werden aan de Nicaraguaanse regering toen de regering-Reagan de rebellen steunde.
Hij was tot eind 1943 actief in Birma.

## Persoonlijk leven
Wolff was getrouwd en had twee kinderen. Een zoon Peter en een dochter Susan Wallis. Samen zorgden zij voor vier kleinkinderen en negen achterkleinkinderen. Zijn gezin woonde in Stony Brook op Long Island. Hij onderhield zijn gezin als farmaceutisch verkoper. Dit werk vereiste wel dat hij doordeweeks in New York verbleef en alleen in het weekend bij zijn gezin kon zijn. Uiteindelijk eindigde het huwelijk in een echtscheiding.
Toen Wolff in Californië was, bezocht hij een kennis van hem uit Spanje, een mede-New Yorker. Haar zus was jaren daarvoor overleden en om onder andere politieke redenen had zij de naam van haar zus overgenomen. Ze was een kunstenaar en bezat een kledingwinkel in Carmel. Ze verkocht haar winkel en samen besloten ze wat van de wereld te gaan zien. Wolff ontdekte dat er kanker bij haar was vastgesteld en tijdens hun reis stopten ze in Aguascalientes in Mexico, waar ze hoopten dat de lokale geneeswijzen haar konden genezen. Na hun reizen vestigden ze zich in El Cerrito (Californië). Wolff en zijn tweede vrouw zijn beiden begraven in Kensington. Wolf stierf op 92-jarige leeftijd door hartfalen.